# Semjon Andrejewitsch Waluiski
Semjon Andrejewitsch Waluiski (russisch Семён Андреевич Валуйский; * 10. Februar 1991 in Toljatti, Russische SFSR) ist ein russischer Eishockeyspieler, der seit Juli 2020 beim HK Donbass Donezk unter Vertrag steht.

## Karriere

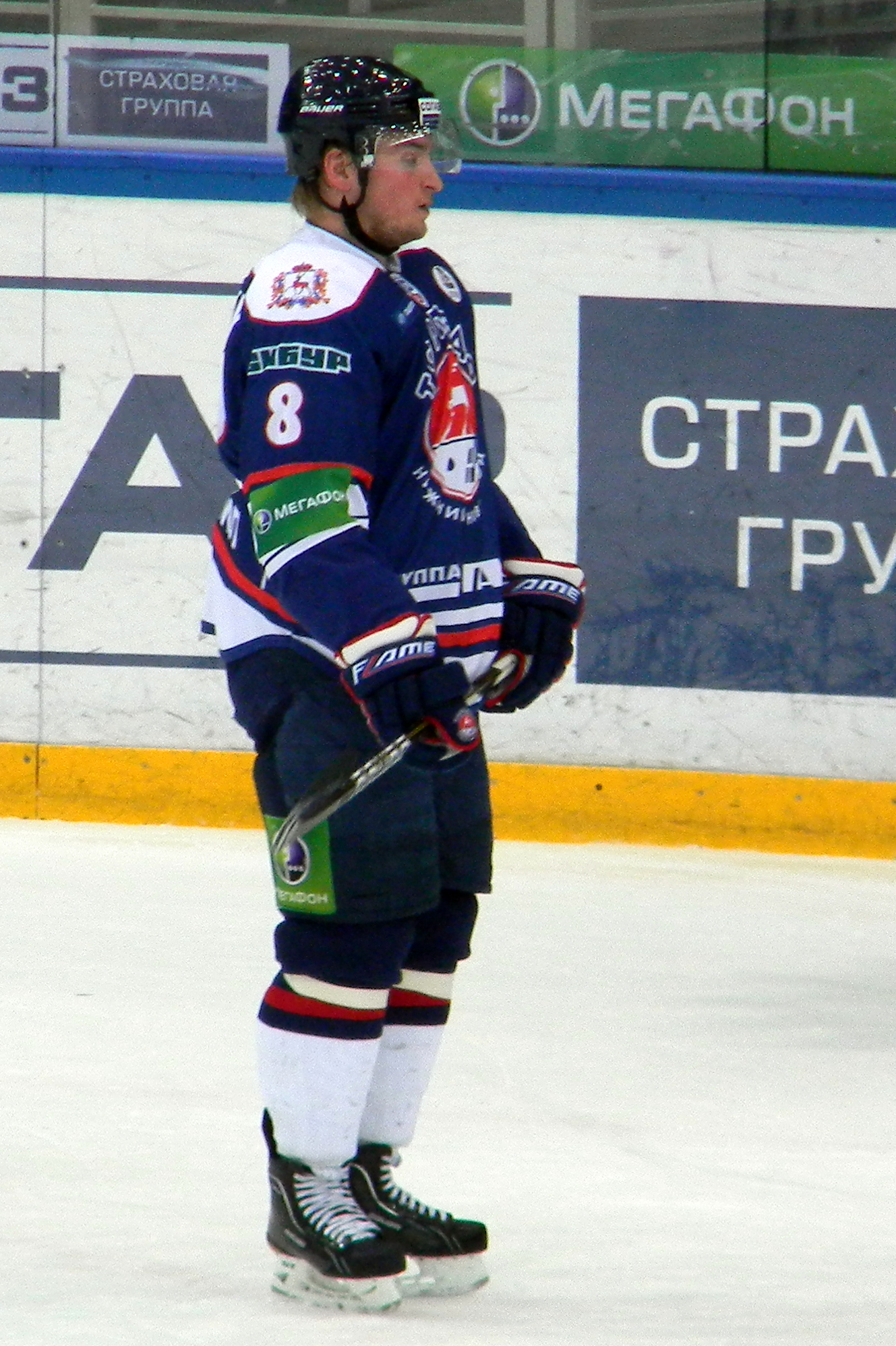
Semjon Waluiski (2012)

Semjon Waluiski begann seine Karriere als Eishockeyspieler in seiner Heimatstadt beim HK Lada Toljatti, für dessen zweite Mannschaft er zunächst von 2006 an in der drittklassigen Perwaja Liga aktiv war, ehe er zur Saison 2008/09 sein Debüt in der Profimannschaft des HK Lada in der neu gegründeten Kontinentalen Hockey-Liga gab. In seinem Rookiejahr erzielte er ein Tor und eine Vorlage in 20 Spielen in der KHL und kam parallel weiter für Ladas zweite Mannschaft in der Perwaja Liga zum Einsatz. In der folgenden Spielzeit erspielte sich der Flügelspieler einen Stammplatz in Ladas KHL-Mannschaft, verstärkte jedoch gelegentlich auch deren Juniorenteam in der multinationalen Nachwuchsliga Molodjoschnaja Chokkeinaja Liga.
Nachdem der HK Lada Toljatti aus finanziellen Gründen in die Wysschaja Hockey-Liga absteigen musste, verließ Waluiski seinen Heimatverein und wechselte zur Saison 2010/11 zum KHL-Klub Torpedo Nischni Nowgorod. Für Torpedo absolvierte er in den folgenden drei Jahren 120 KHL-Partien und kam parallel beim Farmteam HK Sarow in der zweiten Spielklasse zum Einsatz. Im Mai 2013 tauschte ihn das Management von Torpedo gegen die KHL-Rechte an Daniil Scharkow, die Metallurg Nowokusnezk hielt.
Nach der Saison 2013/14 lief sein Vertrag aus und Semjon Waluiski kehrte zu seinem Heimatverein zurück, der zur Saison 2014/15 wieder in die KHL zurückkehrte. 2018 wurde Lada aus der KHL ausgeschlossen und Waluiski entschied sich, seine Karriere bei Admiral Wladiwostok fortzusetzen. Dort war er nur kurz aktiv und wechselte bereits im Oktober 2018 zurück zu Lada. Einen Monat später verschlug es ihn zum HK Jugra Chanty-Mansijsk. Nachdem Waluiski die Saison 2019/20 bei Humo Taschkent verbracht hatte, schloss er sich im Juli 2020 dem HK Donbass Donezk an.

### International
Für Russland nahm Waluiski an der U20-Junioren-Weltmeisterschaft 2011 teil, bei der er mit seiner Mannschaft die Goldmedaille gewann. In sieben Spielen konnte er mit zwei Torvorlagen zum Titelgewinn beitragen.

## Erfolge und Auszeichnungen
- 2011 Goldmedaille bei der U20-Junioren-Weltmeisterschaft

## KHL-Statistik
(Stand: Ende der Saison 2018/19)